# Georgij Apollonovics Gapon
Georgij Apollonovics Gapon (ismert még mint Gapon pópa, Beliki, Poltavai kormányzóság, Orosz Birodalom, 1870. február 27. – Szentpétervár, 1906. április 11.) orosz ortodox pap, rendőrségi ügynök, az  1905-ös orosz forradalom egyik vezetője.

## Életútja a „véres vasárnapig”
Nyikolaj Romanov, korábbi cár és jelenlegi tömeggyilkos, légy átkozott! Ártatlan munkások, feleségeik és gyermekeik vére az a zúgó folyam, amely immár örökre elválaszt téged az orosz néptől. Szálljon a fejedre ez a vér te hóhér!
1898-1903-ban a szentpétervári hittudományi akadémián tanult. 1903-ban létrehozta a Szentpétervári Orosz Gyári Munkások Gyülekezetét. Kezdeményezte, hogy 1905. január 9-én a pétervári munkások petícióval a cári palota elé vonuljanak. A rendőrség és a katonaság a tömegbe lőtt, ez az úgynevezett „véres vasárnap”. Az esemény után eltűnt, de búvóhelyéről kiáltványt bocsátott ki, amelyben II. Miklós cárt tette felelőssé. Szerepe máig kétséges. Egyesek tudatos provokátornak vélik, akit felhasználtak azok, akik ürügyet kerestek arra, hogy lesújthassanak a népre. Mások szerint beépített ügynök volt, akinek a mészárlás után felébredt a lelkiismerete.

### Halála
1906 áprilisában felakasztva találták. Halála körülményei nem tisztázottak. Egyik, de nem valószínű lehetőség, hogy öngyilkos lett a „véres vasárnap” okozta lelkiismeret-furdalás és megrázkódtatás miatt. Egy másik nézet szerint olyan anarchisták ölték meg, akik a véres vasárnap főszervezőjét látták benne. Egy harmadik nézőpont szerint az Ohrana gyilkolta meg, amiért korábbi emberük ellenük fordult, és tevékenysége kezdett kompromittálóvá válni a titkosrendőrség számára. Maurice Paléologue emlékirataiban céloz rá, hogy egyesek szerint, meggyilkolását Ivan Manaszevics-Manujlov (akit később Borisz Stürmer titkárságának vezetőjévé tett) szervezte meg.

## A populáris kultúrában
A Cárok végnapjai (Nicholas and Alexandra) című, 1971-ben bemutatott történelmi filmdrámában Gapon pópát 
Julian Glover angol színész alakította.